# Кадиров Рамзан Ахматович
Рамза́н Ахма́тович Кади́ров (рос. Рамзан Ахматович Кадыров, чеч. Къадири Ахьмадан кӀант Рамзан; нар. 5 жовтня 1976, с. Центарой, Чечено-Інгуська АРСР, РРФСР, СРСР) — російський чеченський державний діяч, генерал-полковник, член бюро вищої ради партії «Єдина Росія», почесний член РАПН. З лютого 2007 виконував обов'язки «президента» — після того, як колишній очільник Алу Алханов подав заяву про відставку за власним бажанням. Раніше Рамзан Кадиров обіймав пост прем'єр-міністра уряду Чечні у складі тимчасово суб'єкта РФ. Майстер спорту з боксу.
Рамзан — молодший син Ахмата Кадирова, президента Чечні, загиблого внаслідок теракту 9 травня 2004 року. Рамзан довгий час очолював службу безпеки чеченського президента, брав участь в операціях із ліквідації чеченських бойовиків.
Нагороджений найвищими нагородами Російської Федерації і Чеченської республіки: Золотою зіркою Героя Росії, орденом «Мужність» і медаллю імені Ахмата Кадирова. Є почесним громадянином Чечні і заслуженим працівником фізичної культури республіки. Указом Президента Білорусі Олександра Лукашенка нагороджений орденом Дружби народів. Отримав Золоту медаль імені Курчатова.
Кадирова неодноразово звинувачували в порушеннях прав людини під час його правління Чечнею. Контроверсійними є участь Кадирова в організації викрадень і тортур у Чечні та масових порушеннях прав ЛГБТ-спільноти, а також роль підзвітних йому військових формувань у російській агресії.
17 листопада 2022 року, Служба безпеки України оголосила Кадирова в розшук, як особу, яка переховується від органів досудового розслідування. Його розшукують у межах статті 110 частини 3 (Посягання на територіальну цілісність і недоторканність України, яке призвело до загибелі людей або інших тяжких наслідків) і статті 437 частина 2 (Планування, підготовка, розв'язування та ведення агресивної війни) Кримінального кодексу України. Згідно з цими статтями, йому загрожує від десяти років в'язниці до довічного позбавлення волі.

## Життєпис
Народився 5 жовтня 1976 році в селі Центарой Чечено-Інгушської АРСР. Закінчив середню школу, у 17 років став на бік національно-визвольного руху.
У 1996 році став помічником й особистим охоронцем свого батька Ахмата Кадирова, який у ті роки був муфтієм Чечні й прихильником її незалежності.
За власним свідченням Рамзана Кадирова, першого росіянина він убив у 16 років. Коли ж Кадиров-старший перейшов на бік федеральної влади й був призначений головою тимчасової адміністрації Чечні, Рамзан став начальником президентської служби безпеки.
Брав активну участь у спецопераціях із ліквідації повстанців (у 2003 році був нагороджений орденом Мужності за операцію зі знищення загону Абу аль-Валіда, у 2004 році отримав зірку Героя Росії). Вів переговори з польовими командирами та повстанцями, пропонуючи їм перейти на сторону федеральної влади. Прихильники Кадирова стверджували, що завдяки його зусиллям до мирного життя повернулися близько 4 тис. осіб. Представники національно-визвольного руху Чечні звинувачують Р. Кадирова у підступному вбивстві Президента Чеченської Республіки Ічкерія Аслана Масхадова, під час їхньої особистої зустрічі у 2005 році.
Кадиров пережив п'ять замахів. Їхні організатори так і не були знайдені. Низка ЗМІ не виключала, що це могли бути й мирні жителі Чечні, оскільки Кадирова неодноразово звинувачували в причетності до викрадання людей. Попри всі ці звинувачення, у травні 2004, після загибелі Ахмата Кадирова, Рамзан був призначений першим віцепрем'єром Чечні, відповідальним за силовий блок. Державна дума та уряд Чечні навіть просили Володимира Путіна змінити конституцію республіки, що забороняє балотуватися в президенти особам віком до 30 років (Рамзану було 28), проте президент Росії міняти закон відмовився. Сам Кадиров заявив, що балотуватися в президенти не має наміру. Проте ЗМІ стали називати його найімовірнішим претендентом на цей пост.
У листопаді 2005, як виконувач обов'язків прем'єра (прем'єр-міністр Сергій Абрамов у той час перебував у лікарні), фактично провів до парламенту Чечні потрібних йому людей. У грудні був вибраний керівником чеченського відділення «Єдиної Росії». Підтримкою уряду Кадиров заручився задовго до цього. 17 січня 2006 Кадиров став почесним членом Російської академії природничих наук й отримав медаль «Захисник Чеченської Республіки».
У грудні 2005 року був обраний головою чеченського відділення партії «Єдина Росія».
У березні 2006 року очолив чеченський уряд і пообіцяв добитися поліпшення в житті республіки за три місяці. У вересні того ж року він втрутився в ситуацію в Карелії, де в місті Кондопога відбулися кавказькі погроми. Кадиров звинуватив владу в бездіяльності й оголосив, що Чечня зуміє «знайти правові методи, здатні привести ситуацію в правове русло». Унаслідок цього націоналістичні виступи почалися і в Петрозаводську.
10 лютого 2007 року голова уряду Чеченської республіки заявив, що «бандпідпілля в Чечні обезголовлене» і «незаконні збройні формування» повністю ліквідовані. 15 лютого президент Володимир Путін підписав указ про призначення Кадирова тимчасовим виконувачем обов'язків президента Чечні. Тим же указом Путін прийняв прохання про відставку колишнього президента республіки Алу Алханова, яке той, як повідомила пресслужба Кремля, подав за власним бажанням.
Голосування щодо кандидатури президента ЧР в парламенті призначили на початок березня 2007. За відомостями ЗМІ, претендувати на посаду голови республіки мали намір Кадиров та міністр соціального розвитку і праці Магомед Вахаєв (його кандидатуру висунув сам Кадиров). Тоді ж журналісти називали кандидатуру Вахаєва «технічною».
2 березня 2007 року, на позачерговому засіданні республіканського парламенту Кадиров був затверджений президентом Чечні. Його кандидатура була схвалена практично одноголосно: за Кадирова проголосували 56 із 58 депутатів обох палат парламенту — і два бюлетені для голосування були визнані недійсними. Кандидатуру Кадирова на розгляд парламенту запропонував президент Росії. Про це Путін особисто повідомив Кадирову на зустрічі в Ново-Огарьово 1 березня 2007 року. 5 квітня 2007 року Кадиров вступив на посаду президента Чечні.
У жовтні 2007 року очолив регіональний список кандидатів партії «Єдина Росія» в Чеченській Республіці на виборах до Державної думи РФ п'ятого скликання. Після перемоги партії він, як й очікувалося, відмовився від депутатського мандата.
У грудні 2007 року, Кадиров на з'їзді «Єдиної Росії» був обраний у бюро вищої ради партії, у зв'язку з чим покинув пост секретаря республіканської організації «єдиноросів».
24 вересня 2008 року, у Москві був вбитий Руслан Ямадаєв. ЗМІ повідомляли, що, згідно з однією з версій, злочин був пов'язаний з ворожнечею між Кадировим і братами Ямадаєвими. Пресслужба президента Чечні заперечила ці чутки, а сам він висловив думку, що злочин став кровною помстою Ямадаєвим з боку тих, хто нібито постраждав від їхніх рук. З'являлася в ЗМІ інформація й про те, що брат убитого Сулім Ямадаєв звинуватив Кадирова в причетності до злочину, проте сам Ямадаєв ці відомості заперечив.
Правозахисники звинувачують Р. Кадирова у створенні в Чечні режиму особистої влади, у численних порушеннях прав людини, позасудових розправах над інакодумцями, замовних вбивствах як у Росії, так і за кордоном.
15 вересня 2023 року представник Головного управління розвідки Міністерства оборони України Андрій Юсов заявив, що глава підконтрольної Кремлю Чечні Рамзан Кадиров знаходиться у дуже тяжкому стані.
5 січня 2023 року Голова Чечні Рамзан Кадиров запропонував звільнити 20 полонених бійців Збройних сил України в обмін на зняття санкцій із членів його родини, пише російська агенція ТАСС. "Якщо вони знімуть санкції з моєї мами, моїх дочок, ні в чому не винних людей, коней, крім мене, то ми цих людей віддамо", - сказав він.
10 жовтня 2024 року Рамзан Кадиров оголосив "кровну помсту" трьом кремлівським політикам, зокрема сенатору від Дагестану, мільярдеру Сулейману Керімову, якого звинувачує у замаху на нього, та двом депутатам від Єдиної Росії - Бекхану Барахоєву та Різвану Курбанову.

## Українофобія
Рамзан Кадиров відомий своєю позицією з підтримки президента РФ Володимира Путіна.
У грудні 2009 року закликав ліквідувати Україну.

У лютому 2022 року Кадиров відправив чеченські війська в Україну.

Країни, в яких Кадиров під санкціями

10 вересня 2022 року Кадиров, засмучений виведенням російських військ з Ізюма, закликав оголосити воєнний стан і повну військову мобілізацію в Росії. А 22 вересня заявив, що російська мобілізація 2022 в Чеченській Республіці проводитися не буде.

## Санкції
У вересні 2015 року Рамзан Кадиров був доданий до санкційного списку (номер 126 у списку) запровадженого Україною у відповідь на російську збройну агресію.
У 2017 році Міністерство фінансів США внесло Кадирова до санкційного «Списку Магнітського» за звинуваченнями в персональній участі в репресіях, тортурах й убивствах.
У вересні 2022 року США ввели санкції проти Кадирова та його родини (Кадирової Айшат Рамзанівни; Кадирової Карини Рамзанівни; Кадирової Медні Мусаєвни; Кадирової Табарік Рамзанівни).

## Сім'я
Рамзан Кадиров одружений з Кадировою Мідні Мусаївною, у нього десятеро дітей.
Чотири сини — Ахмат (нар. 8 листопада 2005, 1-й заступник міністра Чечні з фізкультури та спорту з 13.11.23), Зелімхан (нар. 14 грудня 2006), Адам (нар. 24 листопада 2007, герой Чечні з 06.10.23) та Абдуллах (нар. 10 жовтня 2016).
Шість дочок — Айшат (нар. 31 грудня 1998), Каріна (нар. 17 січня 2000), Хеді (нар. 21 вересня 2002), Табарік (нар. 13 липня 2004), Ашура (нар. в січні 2012) та Ейшат (нар. 13 січня 2015). Також два всиновлених у 2007 році хлопчики (брати Даскаєви).
У 2006 році Аймані Кадирова (його мати) на прохання всиновила 16-річного вихованця грозненського сиротинця Віктора Піганова (йому змінили ім'я на Вісіт Ахматович Кадиров), тому що Рамзан не міг цього зробити через невелику різницю у віці. У 2007 році Аймані знову на його прохання всиновила 15-річного підлітка.

## Цитати
Рамзан Кадиров відомий своїми пропутінськими заявами:
|  | У боротьбі проти ваххабізму, екстремізму, я сказав навіть не вживати заходів затримати його. Навіщо ризикувати? Якщо можна знищувати їх, вони також знищують нас, як вони хочуть, як вони можуть. Тому війну лише війною можна зупинити. |

|  | Коли мене вбивають, коли мого батька вбивають, моїх тисячі друзів, товаришів убивали — про це всі мовчать, про це ніхто не говорить. Правозахисники: «А це нормально». Якщо одного шайтана забрали або затримали, його побили при затриманні — одразу піднімають галас про демократію, свободу слова, тортури. Які тортури? Якщо я втратив усе й бачу свого кровника, я що цілувати, пестити його повинен? |

|  | Я ніколи не був проти Російської Федерації, я завжди був із народом. Отоді народ був проти. Це змусили ті політики: Єльцин, Березовський тощо. Вони хотіли розвалити, як і Радянський Союз, Російську Федерацію. Ми ніколи не мали ідеї воювати проти Російської Федерації. Нас змусили, ввели у глухий кут. Робили так, щоб чеченський народ став проти Російської Федерації. |

|  | Путін — мій кумир. Мій кумир — Путін. Я його кохаю. Я його шаную. Я за нього життя віддам. Я хочу, щоб він був довічним президентом Російської Федерації. |

У грудні 2009 року Кадиров відзначився різкою заявою, у якій закликав ліквідувати Грузію та Україну:
|  | Україна — це прихована хвороба Росії... Грузія, Південна Осетія, Україна — все це буде тривати й тривати. Це якась таємна недуга Росії. Чому ми мусимо постійно страждати, якщо можемо ліквідувати це раз і назавжди? ... Ми велика держава, у нас все є — армія, техніка. Нам необхідно переходити в наступ. |

|  | Я поважаю та розумію прагнення українців до боротьби за свободу від окупантів, але вони не зможуть перемогти, поки в їх серці немає Аллаха. |